# Hockey Australia
Der australische Hockeyverband firmiert unter der Bezeichnung Hockey Australia. Hockey Australia stellt die Kookaburras, wie sich die Hockeyherrennationalmannschaft Australiens bezeichnet, die Hockeyroos, das ist das weibliche Pendant, und ist Mitglied der Fédération Internationale de Hockey (FIH). Außerdem ist Hockey Australia für den Ligenspielbetrieb verantwortlich.
Hockey Australia zählte 2007 230.414 Hockeyspieler, was eine Verdopplung im Vergleich zu 2004 bedeutete, jedoch auch einen Rückgang um 11.014 Spieler im Vergleich zu 2006. Die meisten Hockeyspieler stammten aus Victoria (61.009) und New South Wales (57.645), die wenigsten aus dem Northern Territory (1.589) und Australia Capital Territory (3.918). Es existieren insgesamt 742 Hockeyfelder.